# Onthophagus macrocephalus
Onthophagus macrocephalus är en skalbaggsart som beskrevs av Kirby 1818. Onthophagus macrocephalus ingår i släktet Onthophagus och familjen bladhorningar. Inga underarter finns listade i Catalogue of Life.